# Christian Mader
Christian Mader (* 9. Mai 1979 in Wels) ist ein österreichischer Politiker (ÖVP). Er ist seit dem 23. Oktober 2021 Abgeordneter zum oberösterreichischen Landtag.

## Leben und Wirken
Christian Mader wurde als Sohn von Liselotte und Rudolf Mader in Wels in Oberösterreich geboren. Er besuchte die Volks- und die Hauptschule in Schwanenstadt und von 1993 bis 1994 die Abteilung Maschinenbau der HTL Wels. Danach arbeitete er bei einer Metallbaufirma in Schwanenstadt, bevor er Betriebsführer und später Nebenerwerbslandwirt auf dem elterlichen Bauernhof wurde. Seit 2020 ist er Geschäftsführer einer Gesellschaft mit beschränkter Haftung im Bereich Reprografie.
Er ist verheiratet und hat zwei Kinder.

## Politik
Seine politische Tätigkeit begann er bei der Jungen ÖVP Schlatt, deren Obmann er wurde. Im Jahr 2003 wurde er Mitglied des Gemeinderates von Schlatt, 2009 Mitglied des Gemeindevorstandes und 2015 Bürgermeister von Schlatt.
Seit 2020 ist er auch Bezirksparteiobmann der ÖVP des Bezirks Vöcklabruck und seit 2021 Mitglied des Landtags Oberösterreich. In diesem ist er im Immunitäts- und Unvereinbarkeitsausschuss sowie in den Ausschüssen für besondere Verwaltungsangelegenheiten und für Bauen und Naturschutz tätig.
Im Jahr 2022 trat Christian Mader auch das Amt des oberösterreichischen Gemeindebund-Präsidenten an.

## Sonstiges
Christian Mader ist auch Mitglied der Freiwilligen Feuerwehr Schlatt.